# Hintlesham
Hintlesham ist eine Ortschaft in Suffolk, England und liegt in der gleichnamigen civil parish. Sie befindet sich zwischen Ipswich und Hadleigh.
Die civil parish hat 695 Einwohner (2022). Zu den hervorzuhebenden Gebäuden zählt Hintlesham Hall, ein Herrenhaus aus dem 16. Jahrhundert, in dem heute ein Hotel betrieben wird und das ein Grade-I-geschütztes Baudenkmal ist.

## Sehenswürdigkeiten
- St. Nikolaus-Kirche aus dem 13. bis 15. Jahrhundert. In der Kirche gibt es eine Reihe von Grabplatten aus dem 16. bis 17. Jahrhundert sowie ein mittelalterliches Wandgemälde des Hl. Christophorus.